# 巴音克西
巴音克西（1964年9月—），男，蒙古族，新疆和硕人，中华人民共和国政治人物。现任中共博尔塔拉蒙古自治州党委副书记、博尔塔拉蒙古自治州人民政府州长。第十四届全国政协委员。